# Crusader (album de Chris de Burgh)
Albums de Chris de Burgh
At the End of a Perfect Day
(1977) Eastern Wind
(1980)
Crusader, sorti en disque vinyle en 1979, est le quatrième album du chanteur irlandais Chris de Burgh.
L'album est assez proche du rock progressif, avec la contribution du guitariste Ian Bairnson et du bassiste David Paton, membres des groupes Pilot et Alan Parsons Project, ainsi que celle du producteur, chef d'orchestre et chef de chœur Andrew Powell qui collabora à la plupart des albums du Alan Parsons Project.
La pièce de résistance de l'album est la suite en quatre parties qui donne son nom à l'album et dans laquelle le chanteur narre l'affrontement entre Richard Cœur de Lion et Saladin, le « roi des Sarrasins ».

## Accueil critique
Le site AllMusic attribue 4 étoiles à l'album. 
Le critique musical Mike DeGagne d'AllMusic souligne que, bien que toutes les chansons de l'album ont leur propre beauté, « la véritable valeur de cet album réside dans Crusader, son œuvre la plus émouvante et la plus convaincante ».

## Liste des morceaux
Tous les morceaux sont composés par Chris de Burgh.

### Face 1
1. Carry On
2. I Had the Love in my Eyes
3. Something Else Again
4. The Girl With April in Her Eyes
5. Just in Time

### Face 2
1. The Devil's Eye
2. It's Such a Long Way Home
3. Old Fashioned People
4. Quiet Moments
5. Crusader
  1. The Fall of Jerusalem
  2. In the Court of Saladin
  3. The Battlefield
  4. Finale
6. You And Me

## Musiciens
- Chris de Burgh : chant, guitare acoustique à 6 et 12 cordes
- Ian Bairnson : guitare électrique
- David Paton : guitare basse
- Stuart Elliott : batterie, percussions
- Mike Moran : piano, orgue, synthétiseurs
- Andrew Powell : piano sur Crusader, Old Fashioned People, You And Me et Just in Time

L'orchestre et le chœur sont conduits par Andrew Powell.